# Biratnagar
Biratnagar (nepáli: विराटनगर)  város Nepál délkeleti részén, az indiai Bihár állam határának közelében. Lakossága 201 ezer fő volt 2011-ben.
Az ország ipari fővárosa és egyik legnagyobb települése. Jutafeldolgozó és vegyipari üzemei mellett élelmiszeripara és ruházati ipara jelentősebb.
Más határvárosokhoz hasonlóan Biratnagar is élénk - nagyrészt illegális - kereskedelmet folytat szomszédjával, Indiával; a vámolatlan és adózatlan termékek erdei ösvényeken tűnnek el.
A meleg, párás éghajlatú iparváros nem tartozik a jelentős turisztikai célpontok közé. Érdekesebb látnivalói csak a vallási fesztiváljai.

## Fordítás
Ez a szócikk részben vagy egészben  a   Biratnagar című angol Wikipédia-szócikk fordításán alapul.  Az eredeti cikk szerkesztőit annak laptörténete sorolja fel. Ez a jelzés csupán a megfogalmazás eredetét és a szerzői jogokat jelzi, nem szolgál a cikkben szereplő információk forrásmegjelöléseként.